# Neda Arnerić
Neda Arnerić (Knjaževac, 15. srpnja 1953. – Beograd, 10. siječnja 2020.) bila je srbijanska filmska, televizijska i kazališna glumica i galeristica hrvatskog podrijetla.

## Životopis
Neda Arnerić rođena je 15. srpnja 1953. godine u Knjaževcu. Njen otac bio je rodom i podrijetlom iz Korčule, a radio je kao vojni liječnik. Njen djed živio je u Rovinju, gdje je ona često rado navraćala. U Knjaževcu je rođena jer su joj roditelji tada boravili ondje poslom, tj. ondje je službovao njezin otac liječnik, dermatovenerolog. Još kao mala vratila se u Beograd, rodno mjesto njene majke Milice, gdje se ona vjenčala s višim časnikom JNA Slavkom Arnerićem, koji je nakon ratovanja u partizanima premješten u Beograd gdje je dovršio prekinuti studij medicine u Italiji započet prije rata. Iz poznate je korčulanske plemićke obitelji Arneri, iz ogranka koji je poslije 1918. dodao prezimenu nastavak -ć. U rodu su joj plastični kirurg Vice Arneri, kirurg Vinko Arneri čiji je sin Gojko bio vaterpolski reprezentativac, Dinamov nogometaš Slavko Arneri te liječnik Ivan Fattorini. Zanimala se od djetinjstva i za druge umjetnosti pa je učila plesati balet kod Danice Šetine. Bila je članica Dječje dramske grupe Radio Beograda. Kad je imala trinaest godina snimila je svoj prvi film - San, scenarista i redatelja Puriše Đorđevića. Njime je postala prva dječja filmska zvijezda u bivšoj Jugoslaviji. Zbog rana ulaska u filmski svijet roditelji su joj bili izrazito zaštitnički nastrojeni jer su bili zabrinuti zbog nastavka obrazovanja. Srednju školu pohađala je u Beogradu. Završila je dva razreda gimnazije. Sa 16 godina upisala je Akademiju za kazalište, film, radio i televiziju u klasi profesora Milenka Maričića, koju nije završila zbog zakonskih ograničenja studentima prve i druge godine na snimanje filmova i predstava. U međuvremenu su joj stizale razne filmske ponude. Roditelji su htjeli da završi fakultet, računajući na pad popularnosti u nekoj budućnosti i neizvjesnost glumačkog posla, osobito na filmu gdje je to problem kod žena. U Beogradu je diplomirala povijest umjetnosti na Filozofskom fakultetu. Naučila je talijanski, francuski, engleski i ruski jezik te je radila na znanju njemačkog.
Od 1985. do 1999. godine vodila je vlastitu galeriju Atrijum u Beogradu.

## Nagrade
Izabrane nagrade:
- 1977. Srebrna arena na Filmskom festivalu u Puli.
- 1977. Nagrada Carica Teodora na Festivalu glumačkih ostvarenja u Nišu.
- 1988. Zlatna arena na Filmskom festivalu u Puli za ulogu u filmu Haloa - Praznik kurvi, redatelja Lordana Zafranovića.
- 2010. Nagrada Pavle Vuisić za životno djelo

## Vanjske poveznice
- Neda Arnerić u internetskoj bazi filmova IMDb-u (engl.)